# Arena del Futuro
La Arena del Futuro (portugués: Arena do Futuro) fue un recinto deportivo provisional que forma parte del Parque Olímpico de Río de Janeiro en la Barra da Tijuca, Río de Janeiro, Brasil, que fue utilizado para el balonmano y para el golbol en los Juegos Paralímpicos de Río de Janeiro 2016.
Tuvo una capacidad para 12 000 espectadores en 35 000 metros cuadrados de construcción.

## Construcción
Debido a las preocupaciones que generó que recintos olímpicos de ediciones pasados quedaran inutilizados después de los juegos, el diseño del Parque Olímpico, a cargo de la empresa inglesa Aecom, se hizo pensando en su sustentabilidad. Esta arena fue hecha bajo el concepto de "arquitectura nomade", estructuras que pueden ser utilizadas y después desmontadas para reciclar los materiales en otras construcciones o aprovechar las construcciones para convertirlas. Su construcción inició en abril de 2014 y finalizó en noviembre de 2015, con un costo de 140,1 millones de reales.

## Futuro después de los juegos
Una vez terminados los juegos, el recinto sería desmantelado y los materiales usados para la arena serán convertidos en cuatro nuevas escuelas para los barrios de Jacarepaguá y São Cristóvão. En 2017 la arena aún no había sido desmantelada. El desmontaje y el traslado de los materiales correría a cargo del Ayuntamiento de Río de Janeiro, pero no se realizó por falta de recursos. La entonces subsecretaria municipal de Deportes y Recreación de Río de Janeiro, Patricia Amorim, dijo en una audiencia pública que el proyecto original sería un proyecto con fondos públicos y privados, situación que falló. Autoridades de Florianópolis se mostraron interesadas en el desmontaje y la hechura de escuelas, lo cual no ocurrió.
Tampoco existía un presupuesto concreto para realizar la construcción de las escuelas, incluso, la propia idea original del destino de la arena fue evaluada nuevamente en su viabilidad. Una licitación pública de 2018 de la estructura terminó sin que hubiera alguna empresa interesada en hacer el desmontaje.
Finalmente comenzó su demolición en 2022 y en 2024 fueron inauguradas dos escuelas con el material de la arena.